# Sieverskanal
Der Sieverskanal (russisch Сиверсов канал, Siwersow kanal) südöstlich Weliki Nowgorods in Russland verbindet den Wolchow mit der Msta oberhalb ihrer Mündung in den Ilmensee.

## Verlauf und Abmessungen
Der Kanal beginnt etwa sieben Kilometer oberhalb der Stadt Weliki Nowgorod und unmittelbar oberhalb der Rurikowo Gorodischtsche, wenig unterhalb des Ausflusses des Wolchow aus dem Ilmensee. Er erstreckt sich über 9,3 Kilometer fast schnurgerade in ostsüdöstlicher Richtung bis zum Ilmensee-Zufluss Msta oberhalb deren etwa 10 Kilometer langen Binnendeltas.
Der Kanal ist 2,50 Meter tief, die Sohlenbreite beträgt 75 Meter, die Wasserspiegelbreite 110 Meter. Der Kanal, dessen Normalpegel bei 18,2 m liegt, besitzt praktisch kein Gefälle. Die Errichtung von Schleusen war nicht notwendig.

## Bau und Geschichte
Der Kanal entstand zwischen 1798 und 1803 auf Initiative des damaligen Nowgoroder Gouverneurs Jacob Johann Sievers und wurde nach diesem benannt. Mit Hilfe des Kanals sollte die Umfahrung der Untiefen im Delta der Msta in den Ilmensee ermöglicht und der Fahrweg verkürzt werden. Der Kanal wurde Teil des Seit Beginn des 18. Jahrhunderts bestehenden Wyschnewolozker Kanalsystems, das Newa und Wolchow im Einzugsgebiet der Ostsee mit der oberen Wolga verband und erst gegen Ende des 19. Jahrhunderts zugunsten des besser geeigneten, weiter östlich verlaufenden Marien-Kanalsystems (Vorgänger des Wolga-Ostsee-Kanals) und der konkurrierenden Eisenbahn seine Bedeutung als Ganzes verlor.
Der Sieverskanal ist aber auch heute noch als Binnenwasserstraße von regionaler Bedeutung und stellt die Normalzufahrt zur Msta aus Richtung Wolchow dar: Die Wasserstraßenkilometrierung der Msta beginnt ab der Einmündung des Kanals. Aus diesem Grunde wurde der Kanal, dessen ursprüngliche Sohlenbreite nur 21,3 Meter (10 Saschen) und Tiefe bei Niedrigwasser nur 0,71 Meter (1 Arschin) betrug, im 20. Jahrhundert auf die heutigen Abmessungen ausgebaut.